# كين إيواو
كين إيواو (باليابانية: 岩尾 憲) (18 أبريل 1988 في غونما في اليابان – )؛ هو لاعب كرة قدم ياباني سابق كان يلعب كلاعب وسط.

## وصلات خارجية
- كين إيواو على موقع رابطة كرة القدم اليابانية للمحترفين (اليابانية)
- كين إيواو على موقع إي إس بي إن إف سي (الإنجليزية)
- كين إيواو على موقع قاعدة بيانات كرة القدم.إي يو (الإنجليزية)
- كين إيواو على موقع Soccerway.com (الإنجليزية)
- كين إيواو على موقع عالم كرة القدم.نت (الإنجليزية)